# نگرش‌های انگلوساکسون
نگرش‌های انگلوساکسون (به انگلیسی: Anglo-Saxon Attitudes) رمانی طنز با نویسندگی آنگوس ویلسون، که در سال ۱۹۵۶ منتشر شده است. این رمان، پرفروش‌ترین رمان ویلسون بود و برخی از افراد نیز از آن به‌عنوان بهترین اثر او یاد می‌کنند.